# Dorothy Atkinson

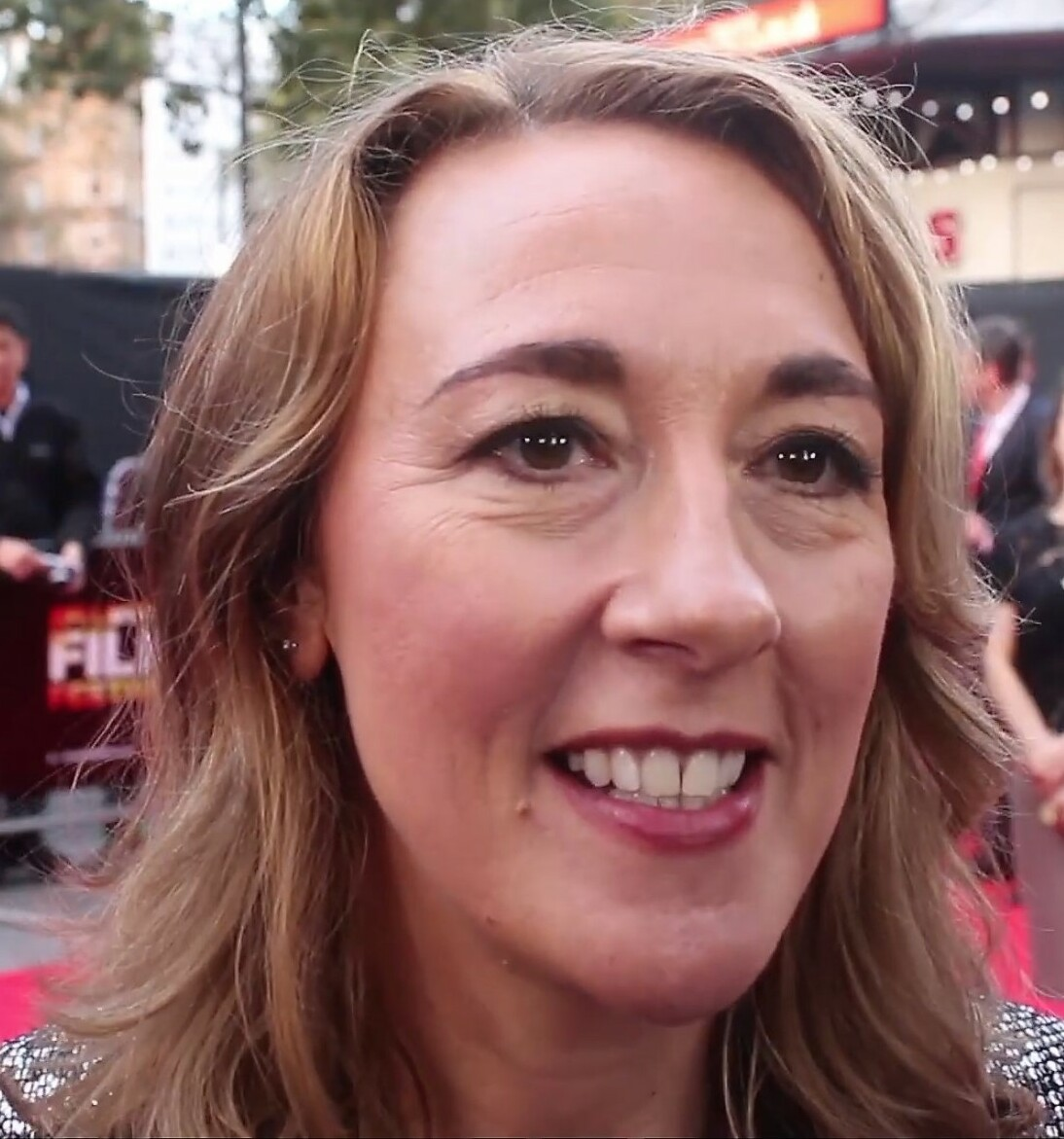
Dorothy Atkinson

Caroline Dorothy „Dot“ Atkinson (* 1966 in Mansfield, Nottinghamshire) ist eine britische Schauspielerin.

## Leben und Werdegang
Atkinson begann ihre Karriere als Schauspielerin Anfang der 1990er Jahre mit einer Nebenrolle in der ITV-Feuerwehrserie London's Burning. In den nächsten Jahren war sie vor allem in Fernsehproduktionen zu sehen. 1999 arbeitete Atkinson für den Musikfilm Topsy-Turvy – Auf den Kopf gestellt erstmals mit Regisseur Mike Leigh zusammen. 2002 folgte die zweite Zusammenarbeit mit Leigh für das Filmdrama All or Nothing. In der Filmbiografie Mr. Turner – Meister des Lichts besetzte Leigh Atkinson als William Turners Haushälterin Hannah Danby. Diese Rolle brachte ihr viel Kritikerlob ein.
In der Fernsehserie Call the Midwife – Ruf des Lebens spielte Atkinson 2013 die Rolle der Ordensschwester Jane Sutton. Von 2017 bis 2018 spielte Atkinson in zwei Staffeln der Dramaserie Harlots – Haus der Huren die Rolle der tiefreligiösen Florence Scanwell. Mit Mike Leigh folgte 2018 eine weitere Zusammenarbeit für das Historiendrama Peterloo. In der Fernsehserie Pennyworth, welche die Vorgeschichte von Batmans Butler Alfred Pennyworth erzählt, ist Atkinson seit dem Jahr 2019 in der Rolle der Mary Pennyworth zu sehen.

## Filmografie (Auswahl)
- 1991–1993: London's Burning (Fernsehserie, 17 Episoden)
- 1994: Peak Practice (Fernsehserie, 1 Episode)
- 1994, 2006: Heartbeat (Fernsehserie, 2 Episoden)
- 1997: Keep the Aspidistra Flying
- 1999: Topsy-Turvy – Auf den Kopf gestellt (Topsy-Turvy)
- 2001: Murder in Mind (Fernsehserie, 1 Episode)
- 2002: All or Nothing
- 2002: Bis zum letzten Vorhang (The Final Curtain)
- 2003: Holby City (Fernsehserie, 1 Episode)
- 2004: Life Begins (Fernsehserie, 1 Episode)
- 2004: Murder City (Fernsehserie, 1 Episode)
- 2004: Every Time You Look at Me (Fernsehfilm)
- 2005: No Angels (Fernsehserie, 1 Episode)
- 2005: Bodies (Fernsehserie, 2 Episoden)
- 2005: Look at Me I'm Beautiful (Kurzfilm)
- 2006: The Innocence Project (Fernsehserie, 1 Episode)
- 2006: Housewife, 49 (Fernsehfilm)
- 2007: Skins – Hautnah (Skins, Fernsehserie, 1 Episode)
- 2007: Peep Show (Fernsehserie, 1 Episode)
- 2008: Sunshine (Miniserie, 1 Episode)
- 2009: Casualty 1909 (Fernsehserie, 1 Episode)
- 2009: Mid Life Christmas (Fernsehfilm)
- 2010: Chatroom
- 2010: PhoneShop (Fernsehserie, 1 Episode)
- 2011: Inspector Barnaby (Midsomer Murders, Fernsehserie, 1 Episode)
- 2012: Coronation Street (Fernsehserie, 2 Episoden)
- 2012: The Town (Miniserie, 2 Episoden)
- 2013: Call the Midwife – Ruf des Lebens (Call the Midwife, Fernsehserie, 6 Episoden)
- 2014: Mr. Turner – Meister des Lichts (Mr. Turner)
- 2014: That Day We Sang (Fernsehfilm)
- 2015: Code of a Killer (Miniserie, 2 Episoden)
- 2015: Peter and Wendy (Fernsehfilm)
- 2016: Vera – Ein ganz spezieller Fall (Vera, Fernsehserie, 1 Episode)
- 2016–2019: Mum (Fernsehserie, 18 Episoden)
- 2017: Kommissar Maigret: Die Nacht an der Kreuzung (Maigret’s Night at the Crossroads, Fernsehfilm)
- 2017: Strike (Fernsehserie, 2 Episoden)
- 2017: Vor uns das Meer (The Mercy)
- 2017–2018: Harlots – Haus der Huren (Harlots, Fernsehserie, 16 Episoden)
- 2018: Next of Kin (Miniserie, 3 Episoden)
- 2018: Peterloo
- 2019: Hanna (Fernsehserie, 2 Episoden)
- 2019: The Sands of Venus (Kurzfilm)
- 2019–2021: Pennyworth (Fernsehserie, 20 Episoden)
- 2021: Die wundersame Welt des Louis Wain (The Electrical Life of Louis Wain)
- 2022: Pistol (Fernsehserie, 6 Episoden)
- 2024: Inside No. 9 (Fernsehserie, 1 Episode)